# Ніола (Айова)
Ніола (англ. Neola) — місто (англ. city) в США, в окрузі Поттаваттамі штату Айова. Населення — 918 осіб (2020).

## Географія
Ніола розташована за координатами 41°27′6″ пн. ш. 95°37′3″ зх. д. / 41.45167° пн. ш. 95.61750° зх. д. (41.451631, -95.617398).  За даними Бюро перепису населення США в 2010 році місто мало площу 1,20 км², з яких 1,19 км² — суходіл та 0,01 км² — водойми.

## Демографія
Згідно з переписом 2010 року, у місті мешкали 842 особи в 346 домогосподарствах у складі 236 родин. Густота населення становила 702 особи/км².  Було 371 помешкання (309/км²).
Расовий склад населення:
| - 98,8 % — білих - 0,2 % — чорних або афроамериканців - 0,1 % — корінних американців - 0,1 % — азіатів |

До двох чи більше рас належало 0,2 %. Частка іспаномовних становила 2,7 % від усіх жителів.
За віковим діапазоном населення розподілялося таким чином: 28,5 % — особи молодші 18 років, 56,7 % — особи у віці 18—64 років, 14,8 % — особи у віці 65 років та старші. Медіана віку мешканця становила 36,9 року. На 100 осіб жіночої статі у місті припадало 97,2 чоловіків;  на 100 жінок у віці від 18 років та старших — 94,2 чоловіків також старших 18 років.
Середній дохід на одне домашнє господарство  становив 67 348 доларів США (медіана — 47 969), а середній дохід на одну сім'ю — 79 999 доларів (медіана — 67 083). За межею бідності перебувало 10,9 % осіб, у тому числі 14,2 % дітей у віці до 18 років та 6,7 % осіб у віці 65 років та старших.
Цивільне працевлаштоване населення становило 446 осіб. Основні галузі зайнятості: освіта, охорона здоров'я та соціальна допомога — 28,3 %, будівництво — 12,3 %, фінанси, страхування та нерухомість — 8,1 %, виробництво — 7,4 %.